# 都那吉利峰

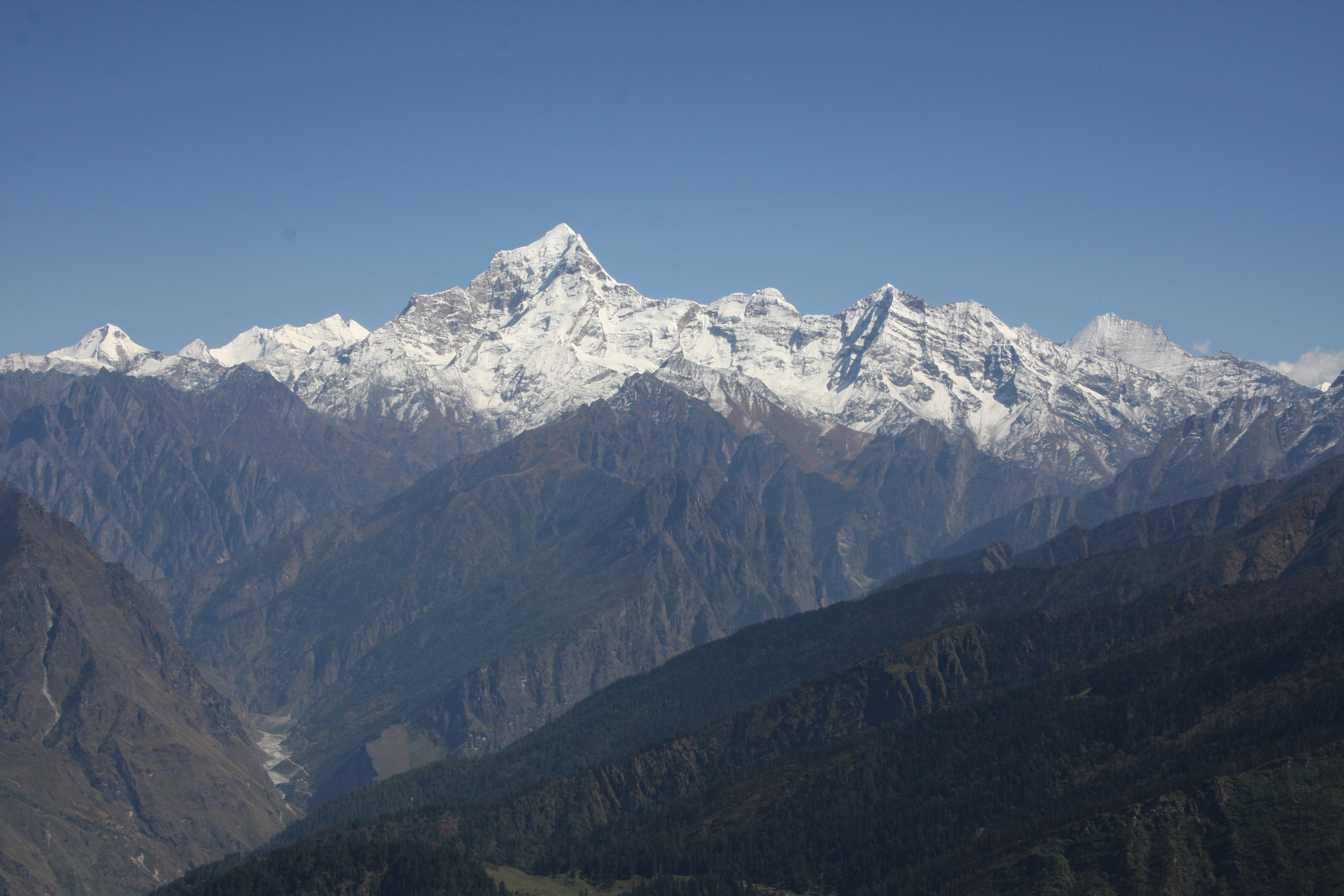

都那吉利峰是印度的山峰，由北阿坎德邦負責管轄，屬於喜馬拉雅山脈的一部分，海拔高度7,066米，瑞士攀山隊在1939年7月5日首次登上該山峰。